# الرهدة (جبلة)

تعديل مصدري - تعديل

الرهدة محلة تابعة لقرية نامة، التابعة لعزلة الثوابي بمديرية جبلة إحدى مديريات محافظة إب في الجمهورية اليمنية، بلغ تعداد سكانها 65 حسب تعداد اليمن لعام 2004.